# Torneo de Consuelo del Campeonato de Apertura de Chile 1949
El Torneo de Consuelo o reducido de eliminados de la Copa de Preparación, denominada genéricamente Campeonato de Apertura, antecesor de la Copa Chile, fue una competición complementaria organizada por la Asociación Central de Fútbol de Chile. En 1949, tuvo una estructura formal y un ganador exclusivo, Universidad Católica. El equipo cruzado obtuvo esta distinción relegando a otros integrantes de la rueda de perdedores como Colo-Colo, Universidad de Chile, Badminton y Audax Italiano.
Los cotejos de este torneo fueron oficiales y constan en la estadística del Campeonato de Apertura. Su desarrollo fue similar al Torneo de Consuelo de la Copa Beccar Varela en Argentina, disputado en 1933. En cuanto a la Copa de Preparación 1949, el campeón  fue Santiago Morning. En el libro 75 Años Cruzados por una pasión, publicación avalada por Cruzados SADP, se incluye esta competición entre los títulos oficiales de Universidad Católica.

## Antecedentes
En la época, era común que los eliminados de fases preliminares disputaran partidos de desagravio o consuelo, como ocurrió en el Campeonato de Apertura de 1933. En dicho torneo, Badminton se impuso a Santiago National por 1:0 y Morning Star a Green Cross 2:1. Sin embargo, se trataban de encuentros sin una estructura formal ni trascendencia en la ubicación final de los equipos.  
Con mayor frecuencia, se estipulaba que los equipos perdedores en segunda fase o semifinales del Campeonato de Apertura jugaran duelos de desempate. En 1937, Colo-Colo derrotó a Santiago Morning por el tercer puesto. En 1941, Green Cross venció a Santiago Morning 3:0 por el cuarto lugar. Al año siguiente, Green Cross se adueñó de la misma posición al ganar a Santiago Morning y Audax Italiano por 2:1 y 6:1, respectivamente. En 1943, también por el cuarto puesto, Magallanes superó por 3:2 a Universidad de Chile.

## Desarrollo

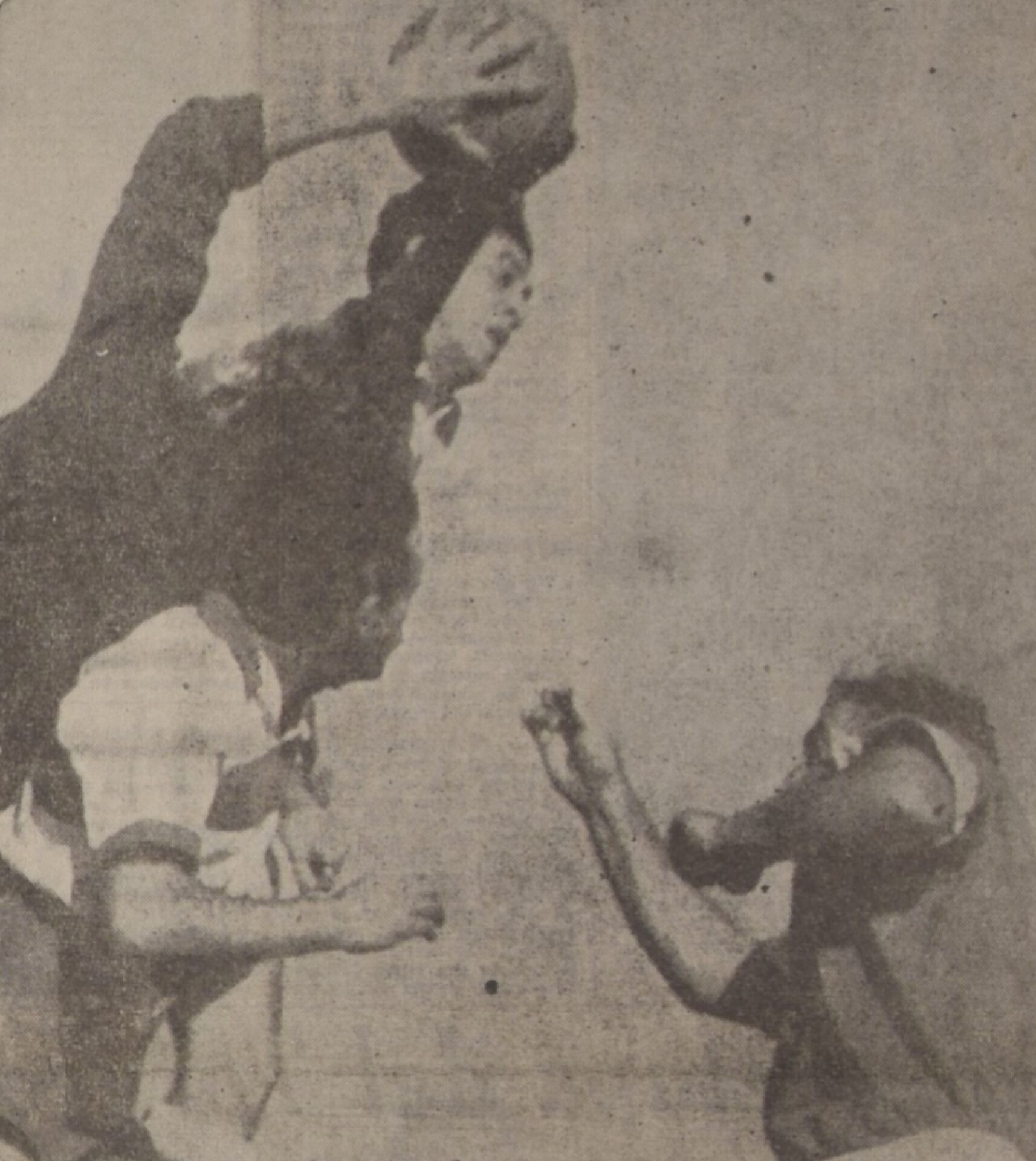
Imagen del triunfo 5:4 de Universidad Católica en el Clásico Universitario del Torneo de Consuelo.

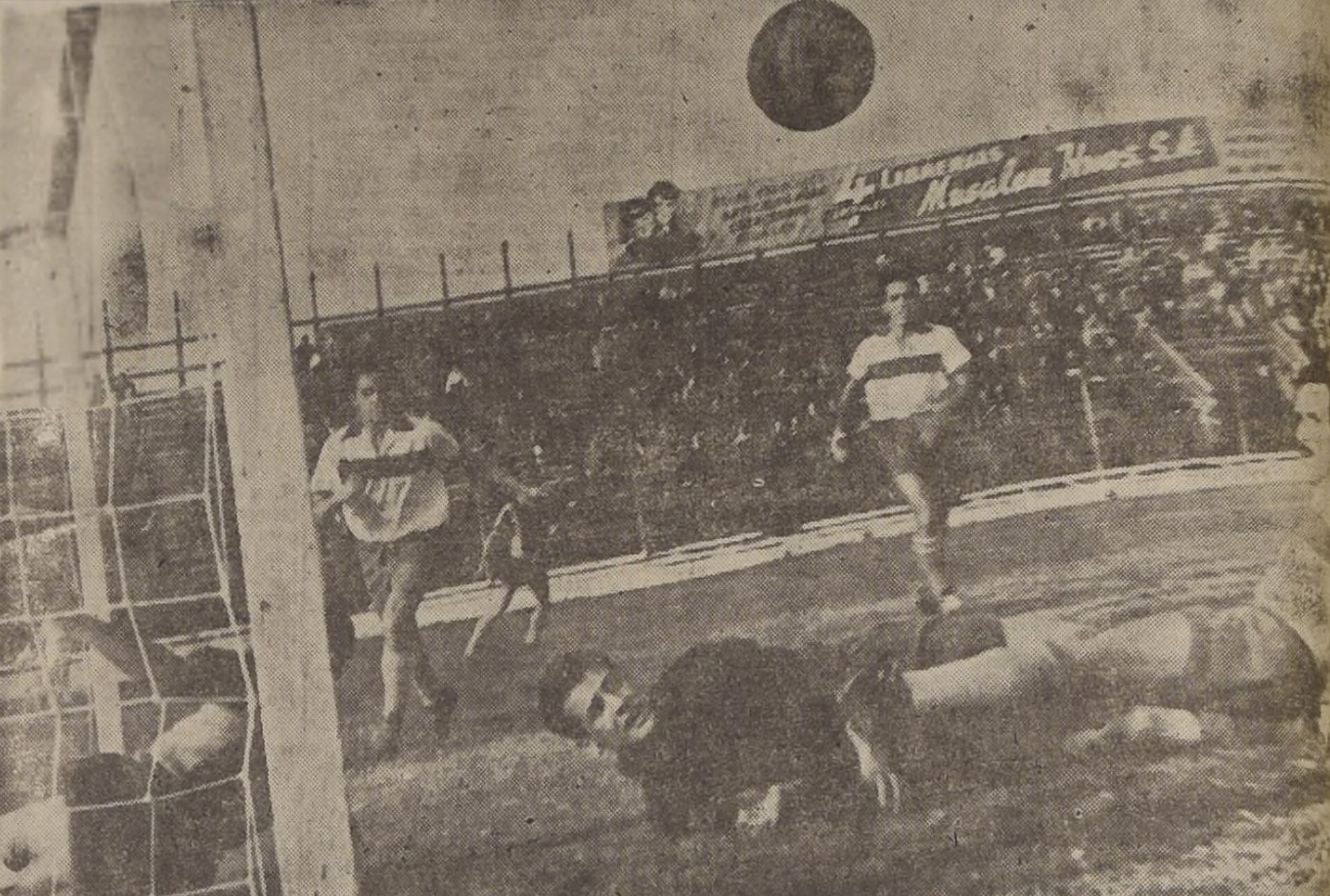
Final del Torneo de Consuelo. En la foto, Sergio Litvak, arquero de Universidad Católica, despeja un ataque de Badminton.

Tras la primera ronda del Campeonato de Apertura 1949, Colo-Colo, Universidad de Chile, Badminton, Audax Italiano y Universidad Católica fueron eliminados a manos de Santiago Morning, Iberia, Santiago Wanderers, Unión Española y Everton. Para que no menguara la asistencia de público en los estados, se disputó un torneo reducido entre los eliminados como preliminar de la competencia por la Copa de Preparación. La semifinal entre Badminton y Colo Colo, triunfo del local por 1:0, aperitivo para la misma instancia en el torneo de Apertura entre Santiago Morning e Iberia, es un ejemplo de lo anterior.

### Primera ronda
| Universidad de Chile | Universidad Católica | 1-0 | 4-5 | 5-5 |
| Audax Italiano       | Badminton            | 2-1 | 1-3 | 3-4 |
| Colo-Colo            | (Libre)              |     |     |     |

Universidad Católica ganó la llave mediante Definición por penales.

### Semifinal
| Badminton            | Colo-Colo | 1-0 |
| Universidad Católica | (Libre)   |     |

### Final
|       | POR | Sergio Litvak      |   |
|       | DEF | Manuel Arriagada   |   |
|       | DEF | Fernando Roldán    |   |
|       | MED | Federico Monestés  |   |
|       | MED | Antonio Ciraolo    | ' |
|       | MED | Hernán Carvallo    |   |
|       | DEL | Alfredo Lagos      | ' |
|       | DEL | José Manuel Moreno |   |
|       | DEL | Jaime Vásquez      |   |
|       | DEL | Miguel Legarreta   |   |
|       | DEL | Manuel Álvarez     |   |
| D. T. |     |                    |   |

|       | POR | Franz       |   |
|       | DEF | Pino        |   |
|       | DEF | Cortés      |   |
|       | MED | Fuentes     |   |
|       | MED | Silva       | ' |
|       | MED | Zamora      |   |
|       | DEL | Latorre     |   |
|       | DEL | De la Torre | ' |
|       | DEL | Marín       | ' |
|       | DEL | Farías      | ' |
|       | DEL | Freire      |   |
| D. T. |     |             |   |

|  | MED | Rodolfo Almeida  | ' |
|  | DEL | Lindorfo Mayanés | ' |

|  | MED | Díaz            | ' |
|  | DEL | Silva           | ' |
|  | DEL | González        | ' |
|  | DEL | José Dunivicher | ' |

| 16' · 18' · 60' | Legarreta Manuel Álvarez Federico Monestés | 1-0 2-0 3-0 |

| 65' · 80' | González | 3-1 3-2 |

| Principal | Juan Las Heras |

|       | POR | Sergio Litvak      |   |
|       | DEF | Manuel Arriagada   |   |
|       | DEF | Fernando Roldán    |   |
|       | MED | Federico Monestés  |   |
|       | MED | Antonio Ciraolo    | ' |
|       | MED | Hernán Carvallo    |   |
|       | DEL | Alfredo Lagos      | ' |
|       | DEL | José Manuel Moreno |   |
|       | DEL | Jaime Vásquez      |   |
|       | DEL | Miguel Legarreta   |   |
|       | DEL | Manuel Álvarez     |   |
| D. T. |     |                    |   |

|       | POR | Franz       |   |
|       | DEF | Pino        |   |
|       | DEF | Cortés      |   |
|       | MED | Fuentes     |   |
|       | MED | Silva       | ' |
|       | MED | Zamora      |   |
|       | DEL | Latorre     |   |
|       | DEL | De la Torre | ' |
|       | DEL | Marín       | ' |
|       | DEL | Farías      | ' |
|       | DEL | Freire      |   |
| D. T. |     |             |   |

|  | MED | Rodolfo Almeida  | ' |
|  | DEL | Lindorfo Mayanés | ' |

|  | MED | Díaz            | ' |
|  | DEL | Silva           | ' |
|  | DEL | González        | ' |
|  | DEL | José Dunivicher | ' |

| 16' · 18' · 60' | Legarreta Manuel Álvarez Federico Monestés | 1-0 2-0 3-0 |

| 65' · 80' | González | 3-1 3-2 |

| Principal | Juan Las Heras |

|       | POR | Sergio Litvak      |   |
|       | DEF | Manuel Arriagada   |   |
|       | DEF | Fernando Roldán    |   |
|       | MED | Federico Monestés  |   |
|       | MED | Antonio Ciraolo    | ' |
|       | MED | Hernán Carvallo    |   |
|       | DEL | Alfredo Lagos      | ' |
|       | DEL | José Manuel Moreno |   |
|       | DEL | Jaime Vásquez      |   |
|       | DEL | Miguel Legarreta   |   |
|       | DEL | Manuel Álvarez     |   |
| D. T. |     |                    |   |

|       | POR | Franz       |   |
|       | DEF | Pino        |   |
|       | DEF | Cortés      |   |
|       | MED | Fuentes     |   |
|       | MED | Silva       | ' |
|       | MED | Zamora      |   |
|       | DEL | Latorre     |   |
|       | DEL | De la Torre | ' |
|       | DEL | Marín       | ' |
|       | DEL | Farías      | ' |
|       | DEL | Freire      |   |
| D. T. |     |             |   |

|  | MED | Rodolfo Almeida  | ' |
|  | DEL | Lindorfo Mayanés | ' |

|  | MED | Díaz            | ' |
|  | DEL | Silva           | ' |
|  | DEL | González        | ' |
|  | DEL | José Dunivicher | ' |

| 16' · 18' · 60' | Legarreta Manuel Álvarez Federico Monestés | 1-0 2-0 3-0 |

| 65' · 80' | González | 3-1 3-2 |

| Principal | Juan Las Heras |

|       | POR | Sergio Litvak      |   |
|       | DEF | Manuel Arriagada   |   |
|       | DEF | Fernando Roldán    |   |
|       | MED | Federico Monestés  |   |
|       | MED | Antonio Ciraolo    | ' |
|       | MED | Hernán Carvallo    |   |
|       | DEL | Alfredo Lagos      | ' |
|       | DEL | José Manuel Moreno |   |
|       | DEL | Jaime Vásquez      |   |
|       | DEL | Miguel Legarreta   |   |
|       | DEL | Manuel Álvarez     |   |
| D. T. |     |                    |   |

|       | POR | Franz       |   |
|       | DEF | Pino        |   |
|       | DEF | Cortés      |   |
|       | MED | Fuentes     |   |
|       | MED | Silva       | ' |
|       | MED | Zamora      |   |
|       | DEL | Latorre     |   |
|       | DEL | De la Torre | ' |
|       | DEL | Marín       | ' |
|       | DEL | Farías      | ' |
|       | DEL | Freire      |   |
| D. T. |     |             |   |

|  | MED | Rodolfo Almeida  | ' |
|  | DEL | Lindorfo Mayanés | ' |

|  | MED | Díaz            | ' |
|  | DEL | Silva           | ' |
|  | DEL | González        | ' |
|  | DEL | José Dunivicher | ' |

| 16' · 18' · 60' | Legarreta Manuel Álvarez Federico Monestés | 1-0 2-0 3-0 |

| 65' · 80' | González | 3-1 3-2 |

| Principal | Juan Las Heras |